# Centre Carter
 El Centre Carter (en anglès: 'Carter Center') és una organització no governamental sense ànim de lucre fundada l'any 1982 per l'ex-president dels Estats Units d'Amèrica Jimmy Carter i la seva dona Rosalynn Carter que, en col·laboració amb la Universitat Emory, treballa per promoure els drets humans i alleujar el patiment humà. El Centre es regeix per una Junta de Síndics, composta de diverses persones de negocis, educadors, antics funcionaris del govern i filantrops eminents. El centre, amb seu a Atlanta, ha ajudat a millorar la qualitat de vida de les persones en més de 70 països. L'any 2002 el president Carter va rebre el Premi Nobel de la Pau pel seu treball "per trobar solucions pacífiques als conflictes internacionals, avançar en democràcia i drets humans, i promoure el desenvolupament econòmic i social" a través del Centre Carter.

## Principis rectors
El lema del Centre «Fer la pau, lluitar contra la malaltia, crear esperança» posa de relleu les dues àrees de treball bàsiques del Centre Carter. Els programes de pau enforteixen la democràcia, fan de mediadors, assagen prevenir conflictes, promouen els drets humans, i supervisen eleccions arreu del món. Els programes de salut treballen per controlar i erradicar malalties com la dracunculosi, l'oncocercosi, la malària, el tracoma, la filariosi limfàtica i l'esquistosomosi, així com per disminuir l'estigma contra les malalties mentals i millorar la nutrició a través de l'augment de la producció agrícola a l'Àfrica.
Segons la seva declaració de principis, el Centre posa l'accent en l'acció i els resultats, després d'una acurada investigació i anàlisi de problemes difícils. Vol evitar de duplicar els esforços eficaços dels altres. En les seves accions assumeix la possibilitat de fracassar com un risc acceptable. No és partidista i actua com a part neutral a les activitats de resolució de controvèrsies. El Centre considera que les persones poden millorar les seves vides quan se'ls proporciona les habilitats, coneixement i recursos necessaris.

## Història
El centre va ser fundat l'any 1982. John Hardman va ser nomenat director executiu el 1993, i durant la dècada de 1990 el Centre va rebre diverses donacions de milions de dòlars per combatre la dracunculiasi i per prevenir la ceguesa.
El Centre s'esforça a oferir a milions de pobres del món l'accés als coneixements i a les habilitats perquè puguin trobar solucions que millorin les seves pròpies vides. En els seus primers 25 anys, el Centre ha aconseguit diverses fites, d'entre les quals destaquen:
- Observació de més de 70 eleccions en 33 països[4]
- Ajuda a més de 8 milions d'agricultors a petita escala perquè doblin o tripliquin la producció de gra en 15 països africans[5]
- Creació de vies de pau a Bòsnia i Hercegovina, Eritrea, Etiòpia, Haití, Libèria, Corea del Nord, Sudan i Uganda.
- Reducció dels casos de dracunculiasi a tot el món dels 3,5 milions el 1986 a menys de 5.000 el 2008[6]
- Enfortiment de les normes internacionals de drets humans i de les veus individuals que defensen aquests drets.
- Foment dels esforços per millorar l'atenció de la salut mental i per reduir l'estigma contra les persones amb alguna malaltia mental.

## Funcionament intern
El Centre es regeix per una junta de síndics, que supervisa els actius de l'organització i promou l'assoliment dels seus objectius.
El grup consultiu de la comunitat - la Junta de Consellers - inclou líders del sector públic i privat que donen suport al Centre Carter i a les seves activitats en les seves comunitats i organitzacions. Els membres assisteixen a les presentacions trimestrals sobre la tasca del Centre.
John Hardman, president i executiu en cap, supervisa les activitats del dia a dia del Centre i de les 160 persones que hi treballen, on hi ha experts internacionals en els àmbits de la pau i la salut. Més de 100 passants universitats de tot el món ajuden cada any al personal.
Al Centre hi ha diversos consells formats per persones eminents que ofereixen orientació o participació en activitats del Centre: el Consell de Presidents i Primers Ministres de les Amèriques, el Consell Internacional per a la Resolució de Conflictes, el Grup de Treball Internacional per l'Erradicació de Malalties, i la Força de Treball de Salut Mental. El Centre Carter també col·labora amb altres organitzacions públiques i privades.
El Centre Carter està situat al costat de la Biblioteca i Museu Jimmy Carter en una àrea de 150.000 m2 de zona verda a tres quilòmetres del centre d'Atlanta, (Estats Units d'Amèrica). La biblioteca i el museu són propietat de l'Administració Nacional d'Arxius i Documents dels Estats Units, que els gestiona per separat.

## Programes de pau
Els programes de pau del Centre treballen per avançar en els drets humans, enfortir la democràcia, promoure el desenvolupament econòmic i prevenir i resoldre conflictes. Les principals iniciatives del Centre en aquestes àrees inclouen:

### Observació d'eleccions
El Centre Carter és pioner en l'observació d'eleccions, amb l'enviament d'equips d'observadors per determinar la legitimitat a 77 eleccions en 33 països des de 1989, havent-se guanyat la confiança internacional.
Observadors del Centre Carter analitzen les lleis electorals, assessoren en la pedagogia als votants i els processos de registre, i avaluen la netedat de les campanyes. La presència d'observadors electorals imparcials dissuadeix les interferències o fraus en el procés de votació i dona tranquil·litat als votants, que poden emetre el seu vot en secret sabent que el recompte de vots es farà sense alteracions.
Els equips solen incloure entre 30 i 100 observadors imparcials altament qualificats - dirigents regionals, experts en política, especialistes regionals i professionals de l'observació electoral.
El Centre Carter envia observadors només quan és convidat per les autoritats electorals d'un país i és acollit favorablement pels principals partits polítics. Els observadors no interfereixen en el procés electoral i no representen el Govern dels EUA.
El Centre va tenir un paper clau - juntament amb la Divisió d'Assistència Electoral de l'ONU i l'Institut Nacional Demòcrata per a Afers Internacionals - en la construcció d'un consens sobre un conjunt de principis internacionals comuns per l'observació electoral. També lidera l'esforç per desenvolupar metodologies efectives per a l'observació d'eleccions, que utilitzen noves tecnologies de votació electrònica.

### Enfortiment de la democràcia més enllà de les eleccions
El Centre Carter dona suport al creixement de les institucions democràtiques per assegurar que es respecti l'imperi de la llei i els drets humans, que les decisions governamentals siguin clares i transparents, i que tothom pugui tenir recursos suficients per competir de manera justa per un càrrec públic.
Per exemple, el Centre està donant suport als esforços dels líders cívics a Etiòpia per convocar debats sobre les qüestions polítiques i socials més urgents i controvertides que enfronten el país, i als Territoris Palestins manté una presència reduïda a Ramallah centrada en el seguiment i anàlisi dels temes crítics del desenvolupament democràtic.
Les iniciatives democràtiques a Amèrica Llatina inclouen el suport per a l'accés regional als programes d'informació, la creació d'una xarxa de suport inter-americà, i la reforma del finançament de campanyes polítiques. El Consell de Presidents i Primers Ministres de les Amèriques té un paper important en l'assoliment d'aquests objectius.
El Centre Carter també promou la difusió a les democràcies emergents i a les organitzacions regionals dels models, lliçons i millors pràctiques per a la governabilitat democràtica. L'objectiu és capacitar aquests països en transició que estan tractant de construir institucions democràtiques més fortes i pràctiques.

### Promoció dels drets humans
El Centre Carter pensa que totes les persones han de tenir els drets humans bàsics. Aquests drets inclouen els drets polítics, com ara la pau, la llibertat i l'autogovern, així com els drets socials de la salut, l'alimentació, l'habitatge i les possibilitats econòmiques.
El Centre dona suport activament als defensors dels drets humans de tot el món. En associació amb Human Rights First i l'Oficina de l'Alt Comissionat de les Nacions Unides pels Drets Humans, el Centre organitza anualment un fòrum polític dels defensors dels drets humans a Atlanta, encapçalat pel president Carter.
El President i la seva dona han intervingut amb els caps d'Estat en nom de la defensa dels drets humans i de les víctimes durant més de 20 anys. Solen dirigir-se als caps d'Estat en reunions personals i mitjançant correspondència per fer-los conèixer els assumptes i les problemàtqiues que són tractats pel Centre Carter.
El Centre Carter i el President són ferms partidaris del Consell dels Drets Humans de les Nacions Unides i de la Cort Penal Internacional. Tots dos s'oposen a la pena de mort i insten a la seva abolició als EUA.

### Mediació de conflictes
Recordant l'èxit del president Carter a la Casa Blanca a la negociació del tractat de pau de llarga durada entre Israel i Egipte, grups en conflicte s'han dirigit al Centre Carter perquè els ajudi a prevenir i resoldre conflictes. A falta d'una autoritat oficial, el Centre s'ha convertit en un agent de confiança per a la pau, que actua com un canal pel diàleg i la negociació.
Alguns exemples són:
- Missió del president Carter a Corea del Nord el 1994, que va aplanar el camí per un pacte EUA-Corea del Nord sobre qüestions nuclears.[14]
- Ajudar els negociadors oficials israelians i palestins en el disseny d'un model d'acord de pau - l'anomenat Acord de Ginebra (2002-03).[15]
- Negociació de l'Acord de Nairobi el 1999 entre Sudan i Uganda[16]
- Missió del president Carter a Haití el 1994 amb el senador Sam Nunn i l'aleshores expresident de la Junta de Caps d'Estat Major Colin Powell per evitar una invasió multinacional liderada pels Estats Units i restaurar al poder el president d'Haití escollit democràticament.[17]
- Històric viatge del president Carter a Cuba el 2002 per buscar la millora de les relacions EUA-Cuba[18]
- La negociació d'un cessament del foc al Sudan l'any 1995 per així permetre que els grups humanitaris tractessin les malalties de la dracunculiasi i l'oncocercosi i vacunessin la població infantil.
- Manteniment de cimeres a Egipte i Tunísia els anys 1995 i 1996 per abordar la violència a la regió dels Grans Llacs d'Àfrica[19]
- Un acord sobre la restauració de les relacions diplomàtiques entre Colòmbia i l'Equador -que es trobaven en baix nivell- en virtut d'un acord mediat per l'expresident, segons l'anunciat pel Centre Carter el 8 de juny de 2008.[20][21]

### Assistència electoral als municipis de la Xina
Des de 1988, el Govern de la República Popular de la Xina ha autoritzat eleccions directes a les viles per ajudar a mantenir l'ordre social i polític en el context de les ràpides reformes econòmiques. Per invitació del Ministeri xinès d'Afers Exteriors, l'any 1998 el Centre Carter va iniciar un projecte conjunt per estandarditzar els procediments d'eleccions municipals xineses i ajudar en la capacitació dels funcionaris electorals i dels diputats electes de l'Assemblea Popular Nacional de la República Popular de la Xina.

## Programes de salut
El Centre ha evitat el patiment de milions de persones a tot el món per malalties sovint ignorades per altres. Els programes de salut tracten de proporcionar a les persones la informació i l'accés als serveis que necessiten per tractar les seves malalties i prendre mesures per prevenir-ne la futura propagació. Es posa l'accent en la creació d'associacions per l'intercanvi entre els organismes internacionals, governs, organitzacions no governamentals i les empreses i en el treball amb els ministeris de salut per reforçar o establir sistemes d'enviament d'ajuda en el camp de la salut a les nacions més pobres.

### Esforços en l'erradicació de malalties
El Centre Carter va esdevenir l'avantguarda amb l'inici de la campanya per erradicar la malaltia del cuc de Guinea (dracunculosi) a tot el món l'any 1986. En aquell moment hi havia al voltant de 3,5 milions de casos anuals de la malaltia en 20 països d'Àfrica i Àsia. El 2008, hi va haver 4.619 casos notificats i el 98% d'aquests van ser en només a tres països: Sudan, Ghana, i Mali. La malaltia del cuc de Guinea (dracunculosi) està a punt de ser la primera malaltia provocada per paràsits en ser erradicada i l'única malaltia que s'eradiqui sense l'ús de vacunes o fàrmacs.
El Centre Carter s'ha situat en una posició única per liderar una campanya internacional per erradicar la malaltia del cuc de Guinea, tenint accés als líders internacionals, experiència tècnica, i sòlides aliances amb organismes locals, nacionals i internacionals.
Als països afectats, el Centre reforça els programes d'erradicació de malalties existents proporcionant assistència tècnica i financera, així com logística i eines, com la donació de material de roba de filtre, larvicida, i equips mèdics.
El Grup de Treball Internacional per l'Erradicació de Malalties es troba al Centre Carter des de la seva creació el 1988. El grup ha revisat més de 100 malalties infeccioses i n'ha identificat sis com a potencialment eradicables - dracunculosi, poliomielitis, galteres, rubèola, filariosi limfàtica, i cisticercosi.

### Implementació del control de malalties i les mesures de tractament
Des de 1996, el Centre ha estat un líder en la lluita contra l'oncocercosi, coneguda com a ceguesa del riu - una malaltia parasitària transmesa per la picada de mosques de color negre.
El Centre ha treballat per aturar la propagació de la malaltia a 11 països de l'Àfrica i Amèrica ajudant la població i els treballadors sanitaris locals creant i sostenint programes de tractament de drogues i activitats d'educació sanitària. La campanya internacional de ceguesa dels rius cerca eliminar la malaltia a l'hemisferi occidental el 2015.
El Centre ha distribuït més de 100 milions de dosis de Mectizan - un fàrmac donat per Merck & Co, Inc, que tracta i prevé la ceguesa dels rius.
Treballadors sanitaris del Centre també prevenen la transmissió del tracoma - una infecció bacteriana que és la principal causa de ceguesa evitable a tot el món. El tracoma és freqüent a llocs que no tenen les eines per la higiene bàsica, aigua potable i un sanejament adequat.
El Centre segueix la proposta en quatre vessants de l'Organització Mundial de la Salut - anomenada estratègia SAFE - per lluitar contra el tracoma a sis països africans. El Programa de control del tracoma està treballant per millorar el sanejament a les comunitats mitjançant la construcció de latrines, proporcionant una cirurgia correctiva, distribuint antibiòtics i educant les comunitats en matèria d'higiene bàsica.
Des de 2004, el Centre Carter ha ajudat a construir prop de 500.000 latrines en els seus esforços per lluitar contra el tracoma.
Les latrines contenen i prevenen del fet que els residus humans serveixin com a brou de cultiu per les moques que porten la malaltia, el que redueix una de les maneres per les que es propaga la malaltia.
La filariosi limfàtica i la malària són malalties associades als mosquits que també són objectiu del Centre Carter. El Centre ha distribuït 3 milions de mosquiteres amb insecticida de llarga durada a Etiòpia. També ha establert sistemes de distribució de productes a Nigèria per a tractar i contenir la propagació de la filariosi limfàtica i l'esquistosomosi.

### Formació dels treballadors de la sanitat pública
El Centre Carter creu en la construcció de xarxes de treballadors d'atenció sanitària establerts a les viles per tractar persones de diverses malalties al mateix temps. Es posa l'accent en ajudar els governs nacionals i locals a establir programes que puguin mantenir en el futur.
Des de 1997, el Centre ha creat juntament amb els ministres etíops de salut i educació la Iniciativa de Formació de Salut Pública d'Etiòpia per millorar la formació acadèmica del personal sanitari a Etiòpia i augmentar l'accés a la sanitat a les comunitats rurals a tot el país.

### Enfortiment de la producció agrícola
En col·laboració amb l'Associació Sasakawa Africa, el Centre ha treballat des de 1986 a 15 països de l'Àfrica subsahariana per ensenyar a 8-10 million agricultors a petita escala a millorar les tècniques per duplicar o triplicar el rendiment dels seus cultius.
El programa promou l'ús de fertilitzants i dels productes químics que protegeixen els cultius, fertilització del sòl, i mètodes de producció de cultius agronòmics favorables al medi ambient. També dona suport als esforços per construir espais d'emmagatzematge de gra de qualitat per mantenir preus de mercat bons per l'agricultor i garantir una major seguretat alimentària, dona suport a l'establiment d'associacions d'agricultors, i a la utilització de collites de qualitat per a ús alimentari, com ara el blat de moro, que té moltes proteïnes.

### Reducció de l'estigma de les malalties mentals
Rosalynn Carter dirigeix els esforços del Centre per combatre l'estigma associat amb les malalties mentals. El centre treballa per millorar les polítiques públiques dels EUA que poden ajudar a prevenir les malalties mentals i augmentar les accions ordinàries sobre la salut mental, sostenint un simposi anual amb els líders nacionals en salut mental i altres camps.
El Centre també busca incrementar la consciència pública sobre temes de salut mental a nivell mundial a través de les beques Rosalynn Carter pel Periodisme sobre la Salut Mental, que permeten als periodistes a explorar qüestions de salut mental. Fins avui, més de 100 periodistes han participat en el programa.